# ظليات
الظليات أو فصيلة سيومايزيدي (الاسم العلمي: Sciomyzidae)، هي فصيلة ذباب من قصيرات القرن ورتبة ذوات الجناحين. وتسمى عادًة ذباب الأهوار، وفي بعض الأحيان ذباب قاتل الحلزون بسبب تغذي يرقاتها على الحلزون.
توجد في جميع النطاقات البيئية ولكنها ممثلة تمثيلًا ضعيفًا في المناطق الأسترالية وأوقيانوسية.